# Ігор Миладинович
Ігор Миладинович (серб. Игор Миладиновић/Igor Miladinović; нар. 25 січня 1974, Ниш) — сербський шахіст, гросмейстер від 1999 року.

## Шахова кар'єра
У 1993 році в Калькутті виборов титул чемпіона світу серед юніорів та звання гросмейстера. У 1994 році в Москві дебютував на шаховій олімпіаді в складі збірної Югославії, вигравши бронзову медаль в особистому заліку на 4-й шахівниці. У 1995 році емігрував з Сербії в Грецію. Від 1995 до 2005 року представляв Грецію, в складі якої виступив на чотирьох олімпіадах поспіль (у період 1996–2002). В році 1997 році взяв участь у чемпіонаті світу ФІДЕ за олімпійською системою, який відбувся в Гронінгені, в 1-му раунді перемігши Курта Хансена, але вибувши в 2-му раунді після поразки від Люка ван Велі. Через рік досягнув великого успіху, поділивши (разом з Джоелем Лотьє) 1-ше місце не турнірі Sigeman & Co в Мальме. На перетині 2003 і 2004 років переміг у Реджо-Емілії.
Найвищий рейтинг в кар'єрі мав станом на 1 липня 2004 року, досягнувши 2630 очок займав тоді 65-те місце в світовому рейтинг-листі ФІДЕ, одночасно займаючи 1-ше місце серед грецьких шахістів).

## Зміни рейтингу
| На цьому місці має відображатися графік чи діаграма, однак з технічних причин його відображення наразі вимкнено. Будь ласка, не видаляйте код, який викликає це повідомлення. Розробники вже працюють для того, щоби відновити штатне функціонування цього графіка або діаграми. | |
| | На цьому місці має відображатися графік чи діаграма, однак з технічних причин його відображення наразі вимкнено. Будь ласка, не видаляйте код, який викликає це повідомлення. Розробники вже працюють для того, щоби відновити штатне функціонування цього графіка або діаграми. |